# イベリコ山系
イベリコ山系（スペイン語: Sistema Ibérico）は、イベリア半島北東部を北西から南東にかけて走る山系。スペインの6自治州にまたがっている。最高峰は標高2,313mのモンカヨ。
水文地理学の観点ではイベリア半島でもっとも重要な山系であり、カタルーニャ州で地中海に注ぐエブロ川水系の河川、バレンシア州で地中海に注ぐフカル川やトゥリア川、ポルトガルを通って大西洋に注ぐドゥエロ川やタホ川やグアディアナ川は、いずれもイベリコ山系に源流がある。

## 地理

### 地勢
イベリコ山系の西端は広大な台地であるメセタに接しており、イベリコ山系はイベリア半島中央部のメセタと半島東部のエブロ川流域や地中海岸を隔てている。イベリコ山系は北西から南東にかけて、全長約500km、幅90kmにわたって長く伸びている。その北西端はカンタブリア山脈に近いカスティーリャ・イ・レオン州ブルゴス県のラ・ブレーバ回廊であり、その南東端は地中海岸のバレンシア州である。イベリコ山系の大部分はアラゴン州に位置し、自治州の南側半分を占めている。イベリコ山系の南端部はベティコ山系のプレベティコ山系と接している。

### 地質
イベリコ山系の地質は複雑であり、均質な体系であると定義するのは困難である。種々雑多な山脈、山塊、台地、窪地で構成されており、はっきりと共通な岩石組成や全体的な構造を持たないが、山系を通じて貨幣石、石灰岩、大理石、砂岩などが一般的である。山系の中には地質学的に孤立したり、山系全体の連続性を分断している部分もあり、それらの部分は様々な標高の高原を通じて他の部分と接続している。

### 河川
水文地理学の観点でイベリコ山系はイベリア半島でもっとも重要な山系である。イベリコ山系はスペインの他の山系ほど標高が高くないが、イベリア半島を流れる重要な河川の分水嶺となっており、イベリコ山系に端を発する河川の河口は大きく大西洋と地中海に分かれる。
- ドゥエロ川やタホ川 : 東から西に流れ、ポルトガルで大西洋に注ぐ。
- ハロン川やウエルバ川 : 南から北に向かって流れ、エブロ川に合流した後にカタルーニャ州で地中海に注ぐ。
- トゥリア川やフカル川 : 西から東に向かって流れ、バレンシア州で地中海に注ぐ。

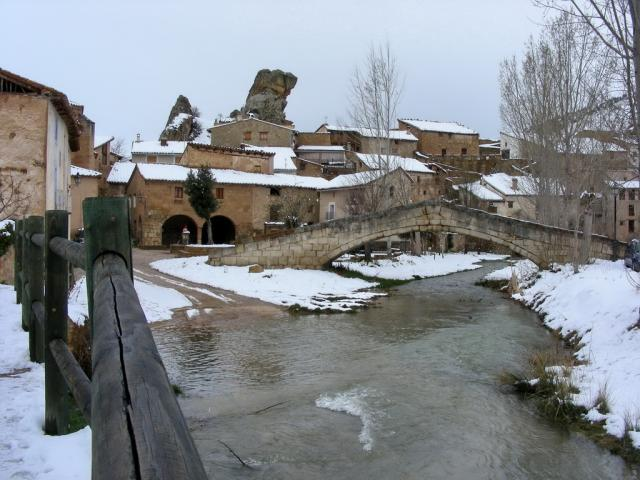
テルエル県を流れるグアダローペ川
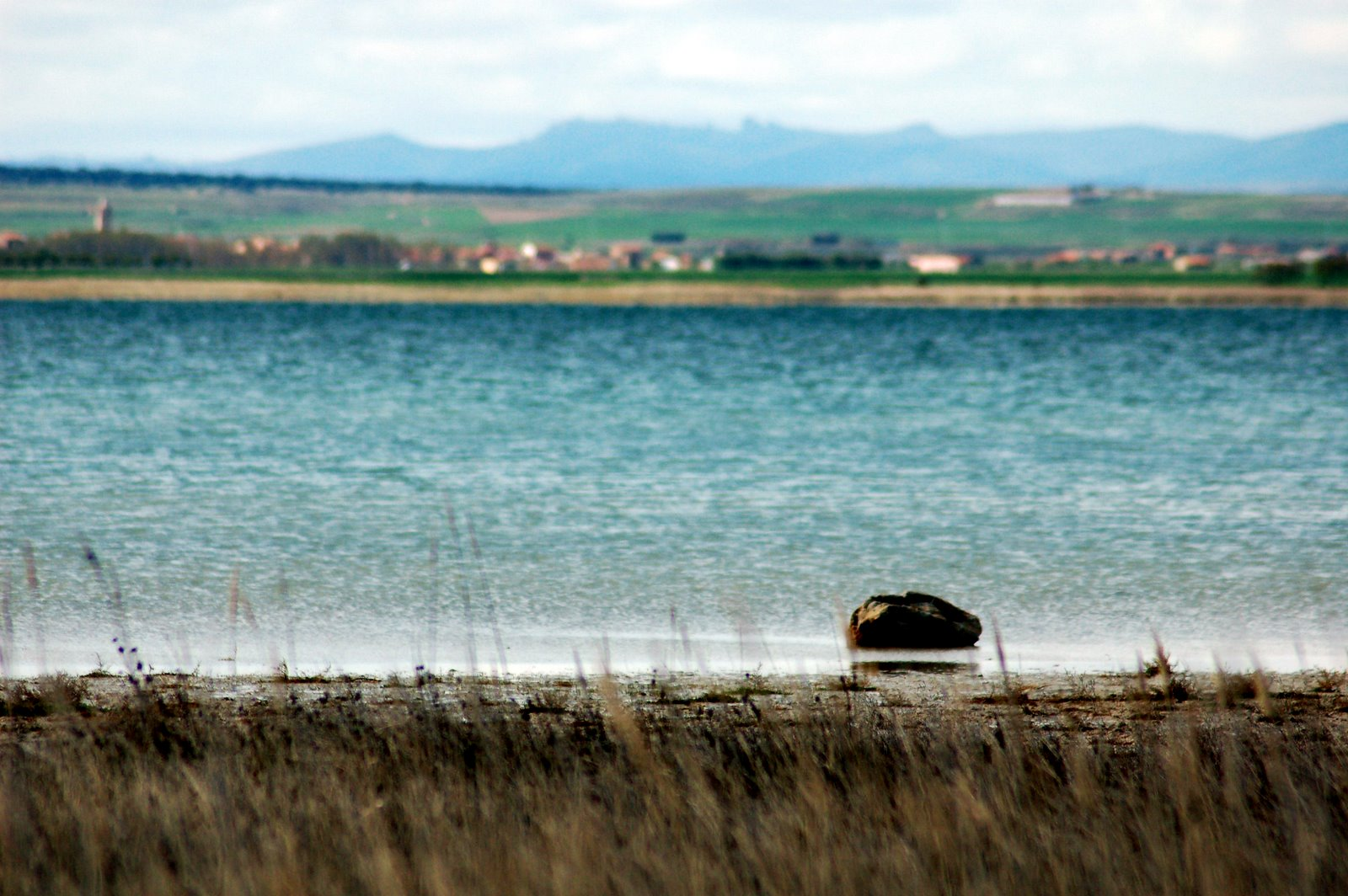
ガリョカンタ湖
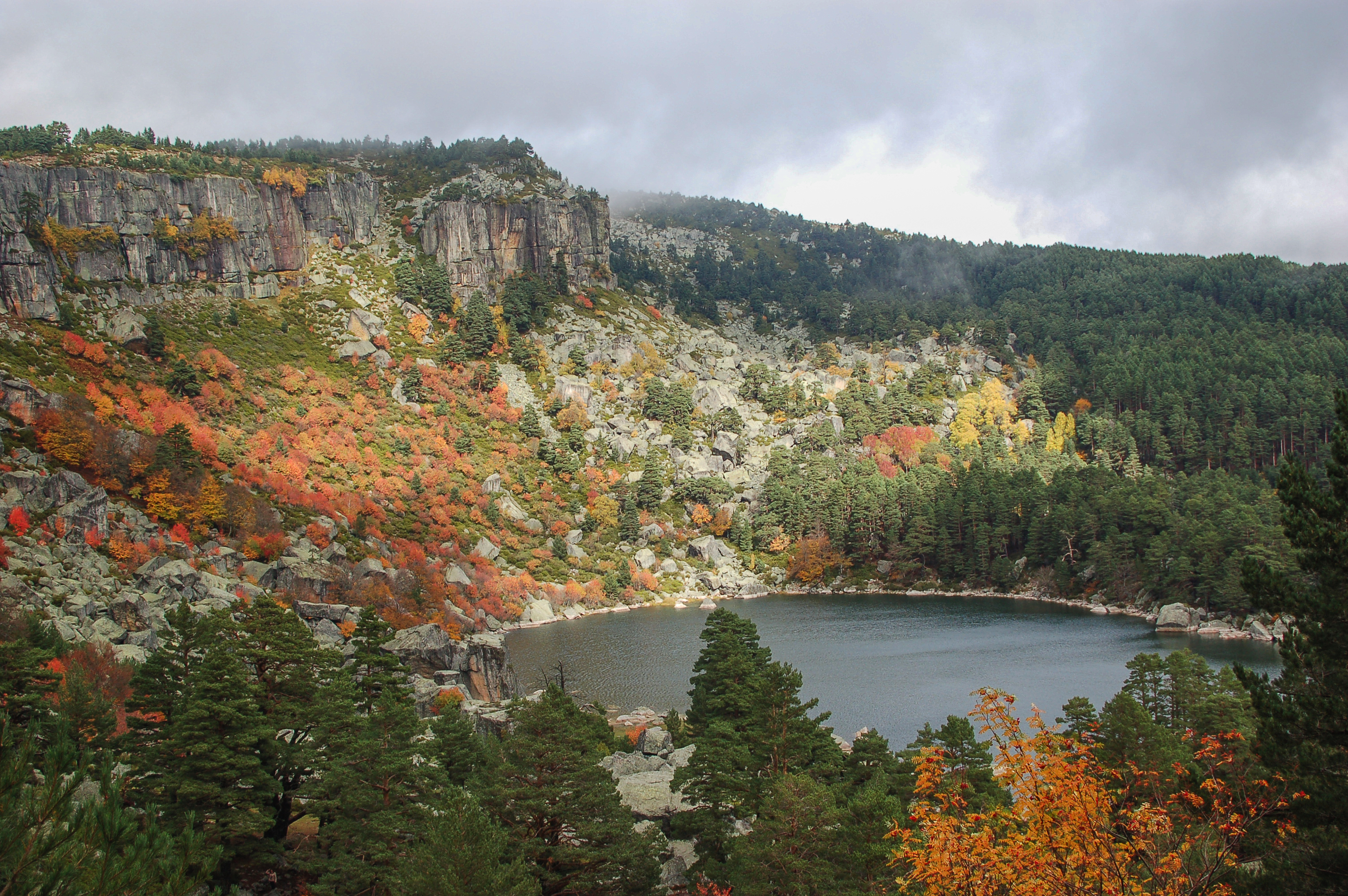
ウルビオン峰にあるネグラ湖
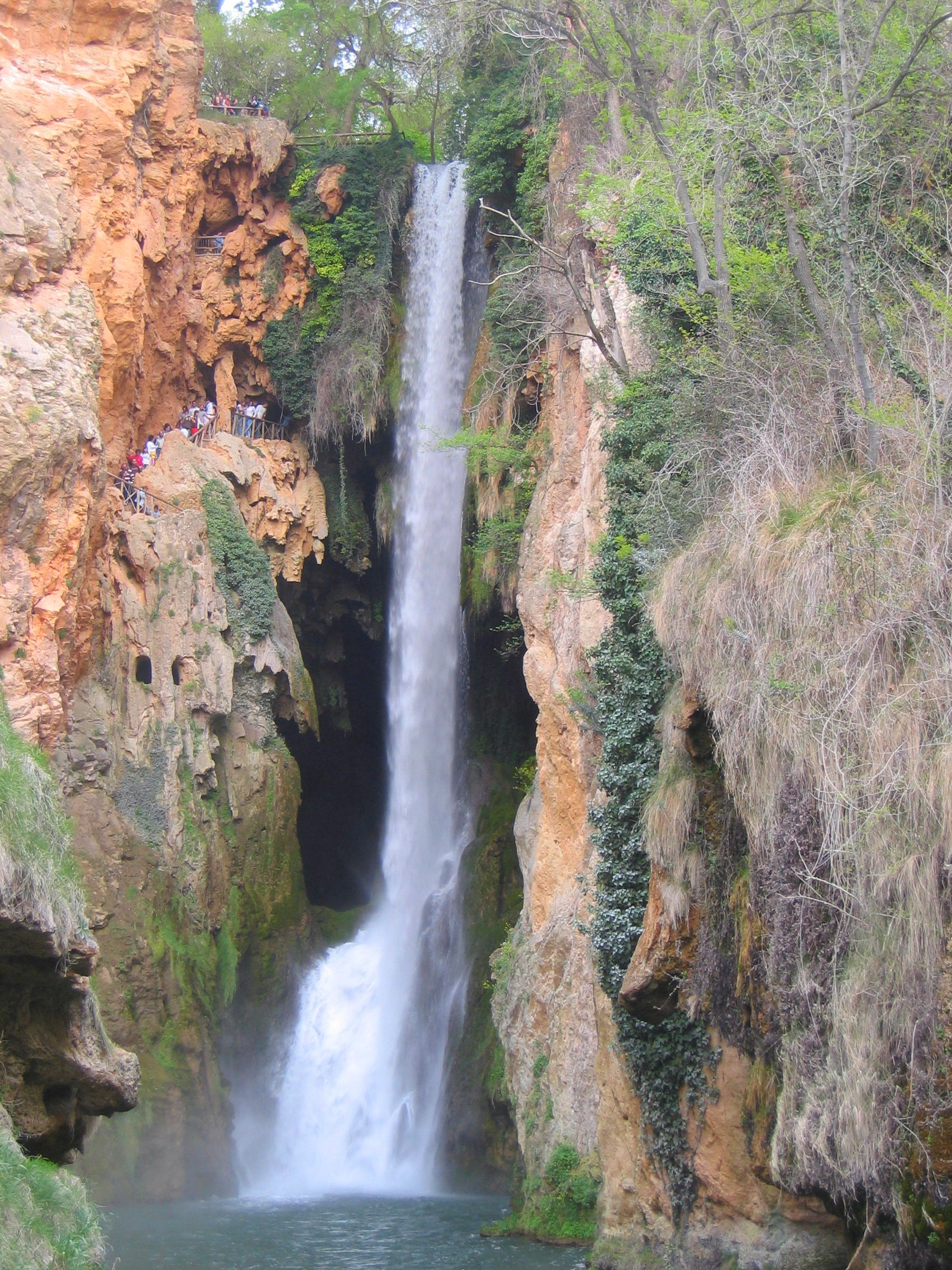
モナステリオ・デ・ピエドラ自然公園にある滝

## 自然

### 動物相
イベリア山系の深刻な過疎化は野生生物にとって好ましいことであり、シロエリハゲワシのヨーロッパ最後のコロニーがこの山系に築かれている。イベリアオオカミやワシ（イヌワシ、ボネリークマタカ、ヒメクマタカ、チュウヒワシ）は人里離れた高標高の場所で比較的生息数が多い。スパニッシュアイベックス、ノロジカ、イノシシ、ヨーロッパアナグマ、ヨーロッパジャコウネコなどの哺乳類の多くはイベリコ山系の荒涼とした山地に生息している。
イベリコ山系でもっともありふれた爬虫類はホウセキカナヘビ、アルジェリアカナヘビ、Psammodromus hispanicus、Podarcis muralis、Podarcis hispanicaなどであり、Chalcides chalcides、イツユビカラカネトカゲ、ヒメアシナシトカゲは比較的珍しい。イベリコ山系の山地に生息するヘビはクサリヤマカガシ、ヨーロッパヤマカガシ、モンペリエヘビ、Elaphe scalaris、Coronella girondica、Coronella austriaca、Vipera latasteiなどである。
イベリコ山系全体を通じて、Rana perezi、ヨーロッパヒキガエル、ナタージャックヒキガエル、サンバガエル、マダライモリ、Lissotriton helveticusなど一部の両生類は、池や小川の中または周囲に数多く生息しており、Lissotriton helveticusなどは標高の高低や水分の多寡を問わず生息している。その他には数は少ないもののヨーロッパアマガエル、ファイアサラマンダーなどが生息しており、特に湿った森林地帯にはいまだに広く分布している。一方でイベリアトゲイモリは山岳地帯でも稀にしか発見されない。Austropotamobius pallipes（ザリガニ）を含む水生無脊椎動物や、Salaria fluviatilisやCobitis paludicaなど特定の魚類は、イベリコ山系を流れる河川の上流部に多く生息している。何本かの渓流にはマスが生息している。
かつてイベリア半島中央部でとても重要な活動だった伝統的なウシの放牧は、今もこの山系の周辺の特定の村々では、乾燥した草原で生き残っている。一定数の猟師がこの山系の山地を訪れ、彼らは比較的都市部から近い山地に、特に週末に訪れる。

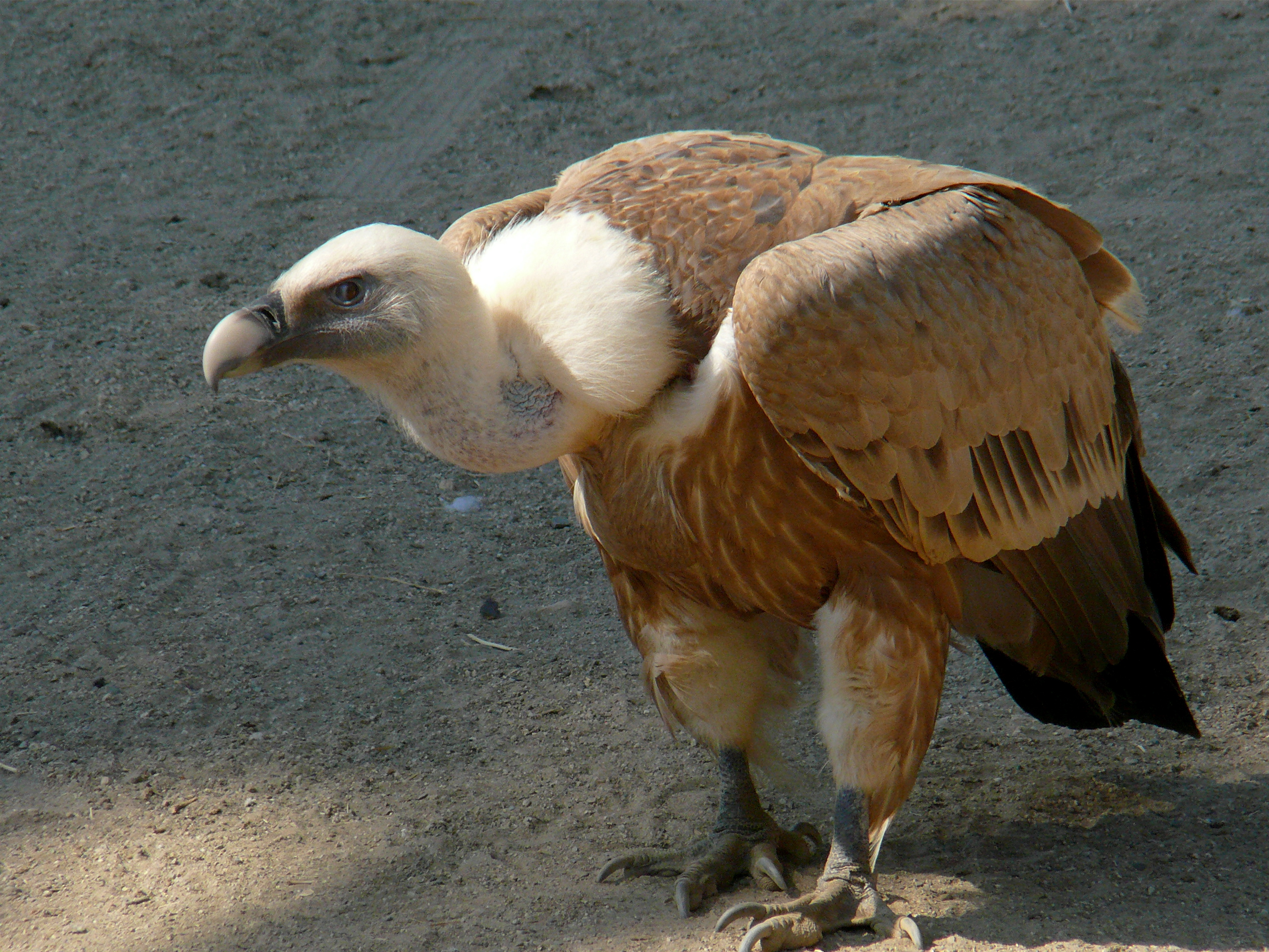
シロエリハゲワシ
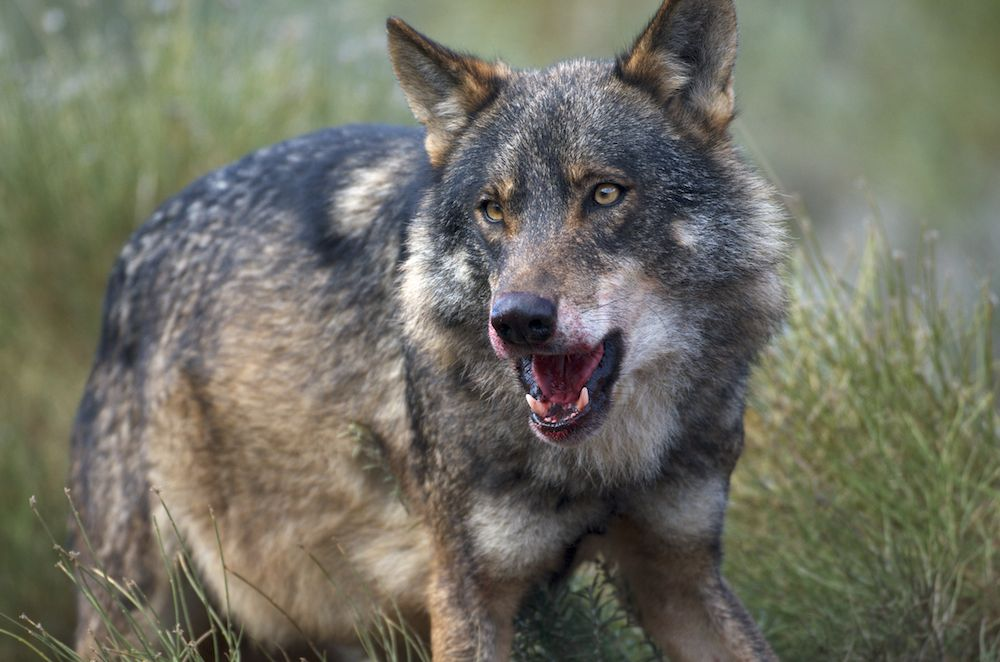
山系の一部に生息するイベリアオオカミ
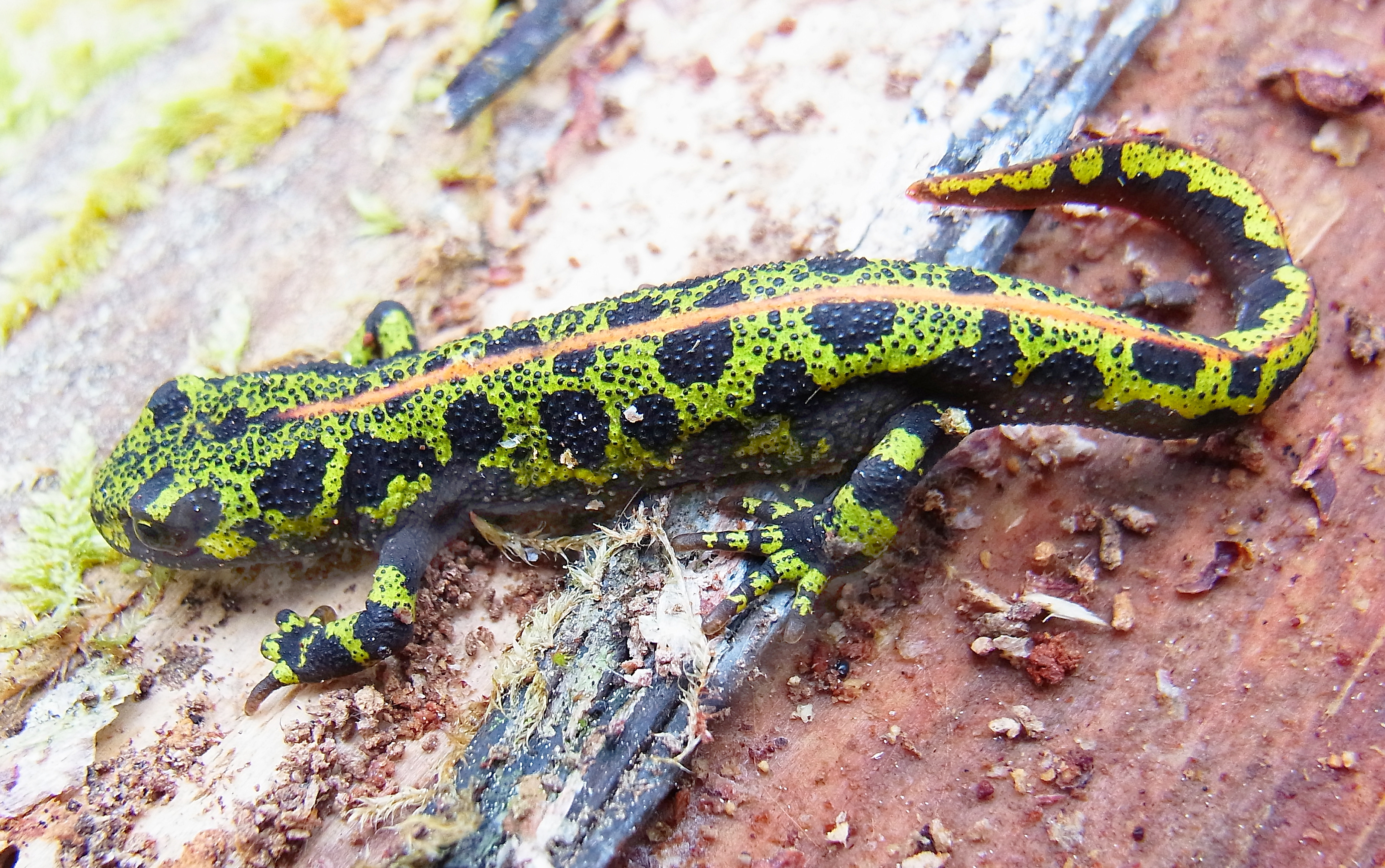
北西部に多いマダライモリ

### 植物相
一部の山地では主にフランスカイガンショウ、ヨーロッパアカマツ、モンタナマツ（それぞれマツ）、セイヨウヒイラギガシ、Quercus pyrenaica、Quercus faginea（それぞれオーク）からなる斑模様の森林が形成されている。湿った斜面ではヨーロッパブナやシラカンバでさえも生育しており、そこではワラビ属やオオエゾデンダなどのシダ類も見られる。
多くの山地は岩がちで草木に乏しく、低木のヒース（ブライヤ、Erica vagans、カルーナ属）、灌木のエニシダ、草状の低木であるタイム、ウシノケグサ属やコウスイガヤなどの草が生えている。緑に乏しい森や灌木林にはセイヨウネズ、Juniperus thurifera、Cytisus purgans、Erinacea anthyllis、カルーナ属などが生育している。しばしば南側斜面は北側斜面よりも乾燥し、特に夏季、長期間日照りが続くと山火事が発生することもある。
乾燥したイベリア半島で湿原は一般的ではないが、イベリコ山系の標高の高い場所には湿原が形成されていることもあり、そこでは水が流れずに留まっている。オリウエラ・デル・トレメダル、ブロンチャレスの近く、「フエンテ・デル・イエーロ」と呼ばれる場所などであり、そこの標高は1,400mから1,550mある。このような湿原に生育する植物は、主にスギゴケ属、タチキジムシロ、ムシトリスミレ、セイヨウスノキ、カルーナ属、またモウセンゴケ（食虫植物）などであり、いずれもイベリコ山系より南部の西ヨーロッパでは生育していない。
ビコルト山地やサンタ・クルス山地には絶滅危惧種のCentaurea pinnata（ダリヤの一種）が生育している。

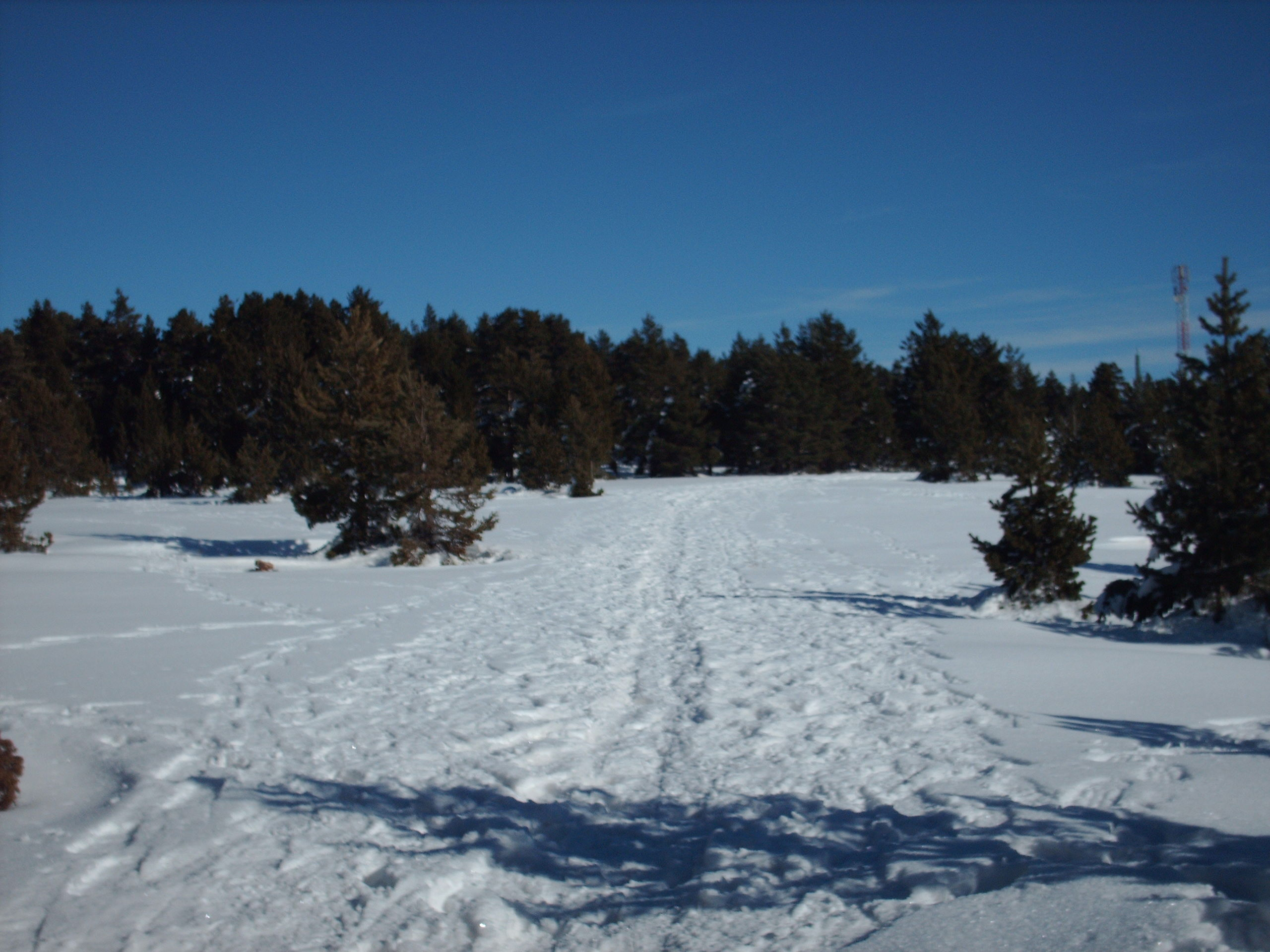
グダル山地に生えるヨーロッパクロマツ

## 人間活動
フランコ独裁時代の1959年には「安定化計画」が取られ、山間部の農村からの人口の移動が起こった。大都市の工業地域や観光業が成長していた沿岸部の町に人口が移動した結果、イベリコ山系では急激に人口が減少した。ヒツジやヤギの牧畜など、村の経済の大黒柱だった伝統的な農業慣習は放棄され、また20世紀後半のスペイン農村部でライフスタイルが変化したことも移住の要因となった。特にアラゴン州テルエル県など、山系の様々な地域に多くのゴーストタウンや廃村が見られる。現存する村でも、ルーマニアやマグレブ諸国から来て農業活動に従事している契約労働者が人口の多くを占める村もある。
イベリコ山系はスペインでもっとも重要な鉱業地区のひとつでもあり、メネーラ山地、アルコス山地、サン・フスト山地などに鉱区がある。

## 山脈・ピーク

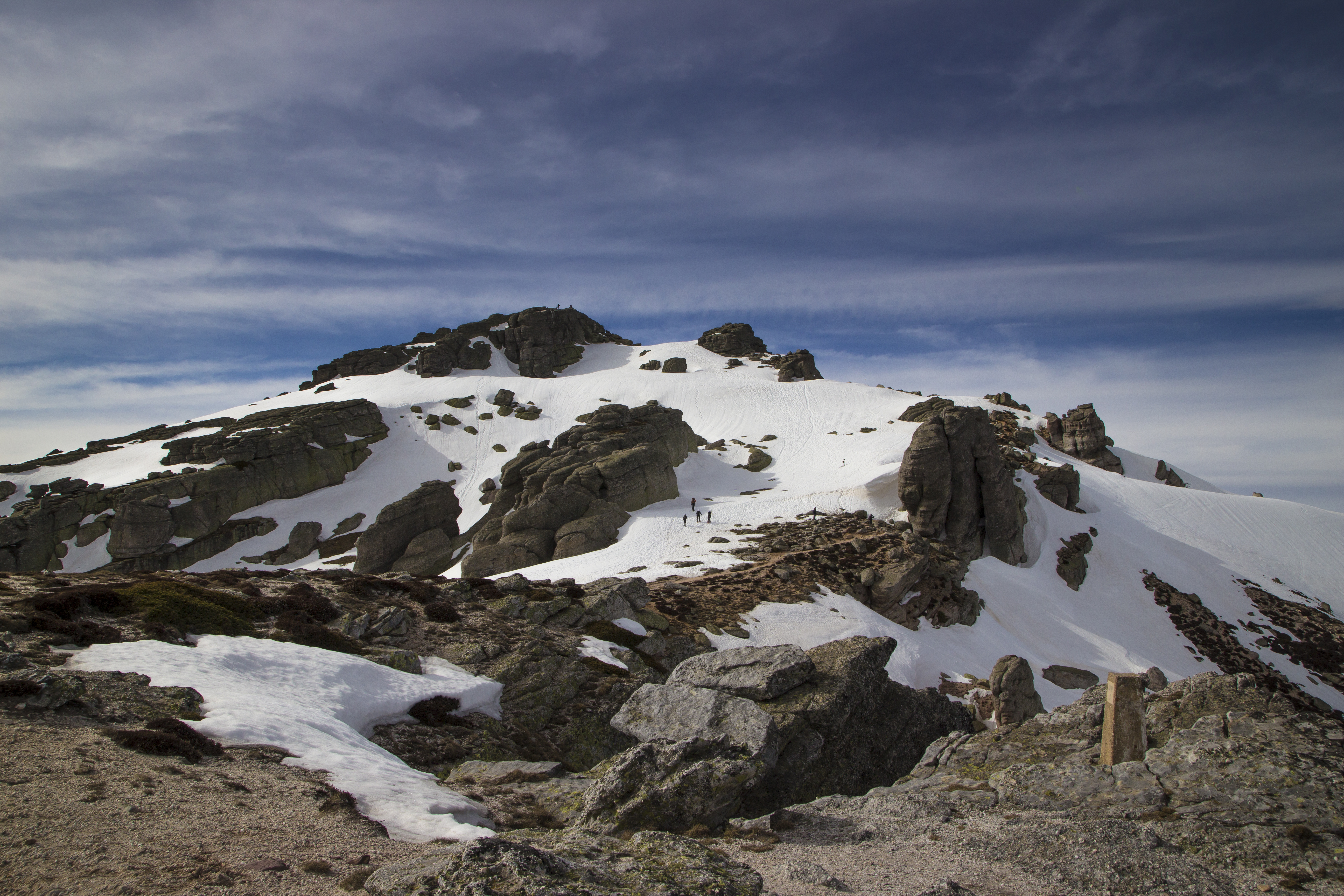
ウルビオン峰

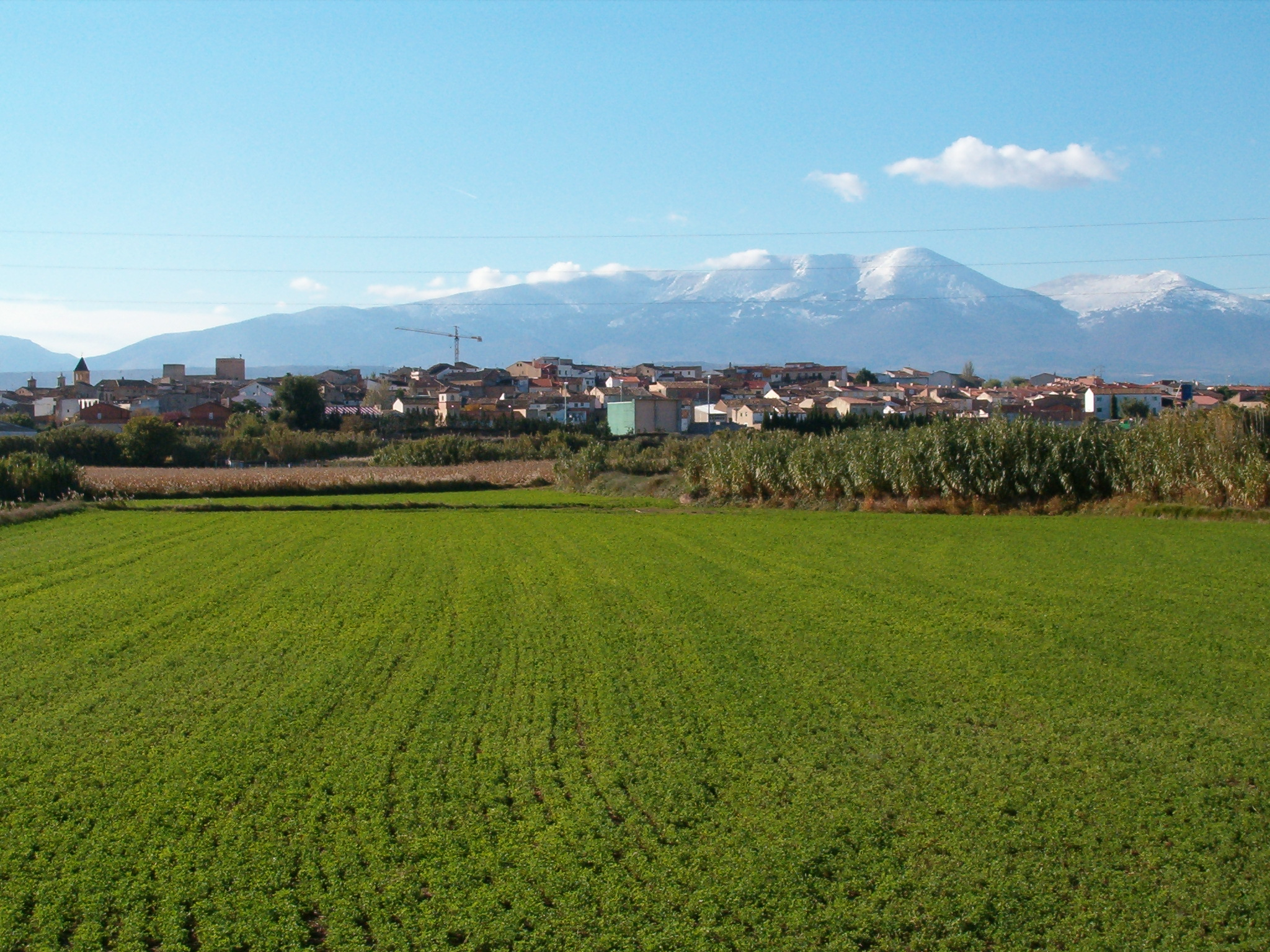
エブロ川流域平原から見たモンカヨ

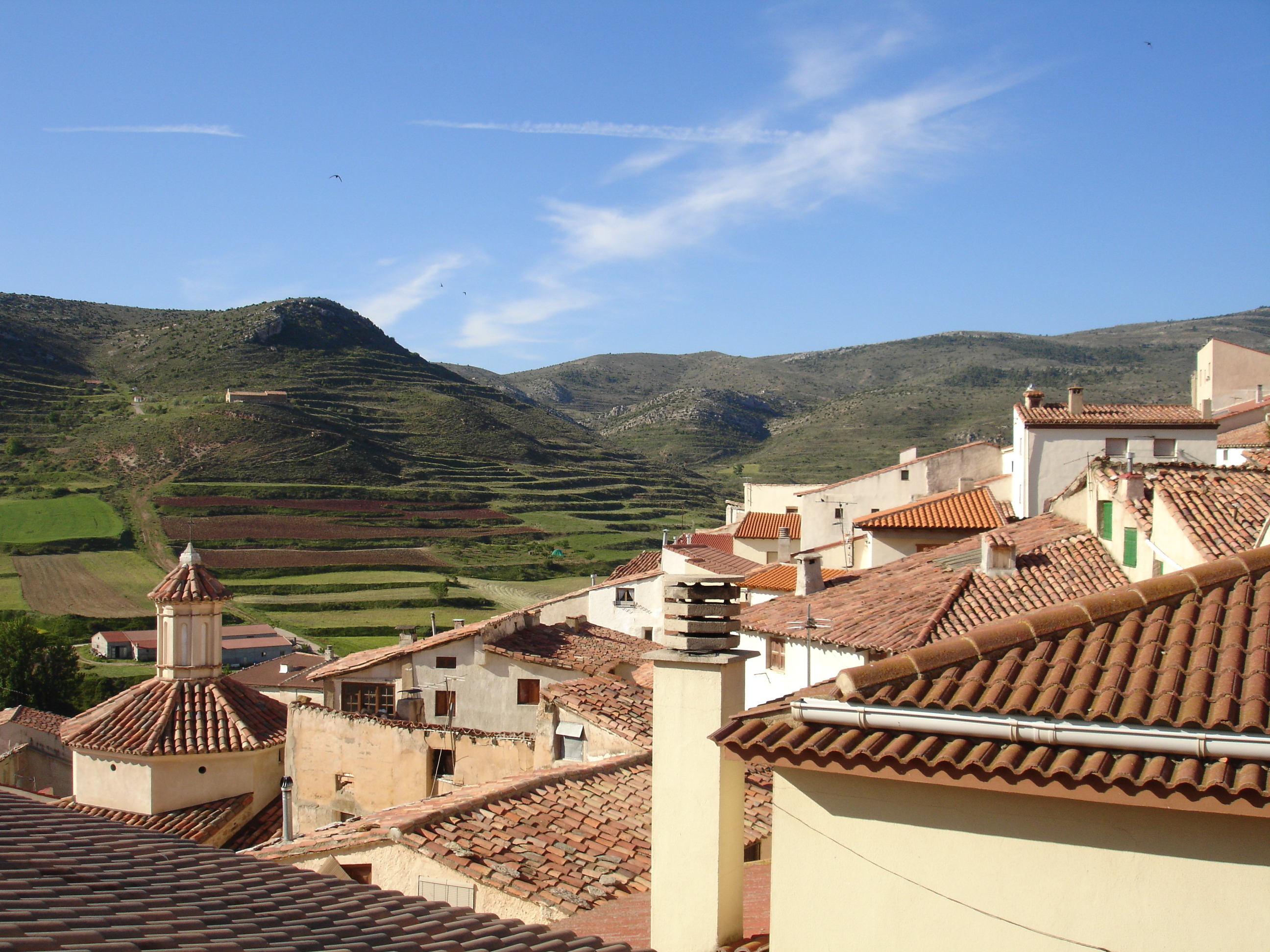
サン・フスト山地

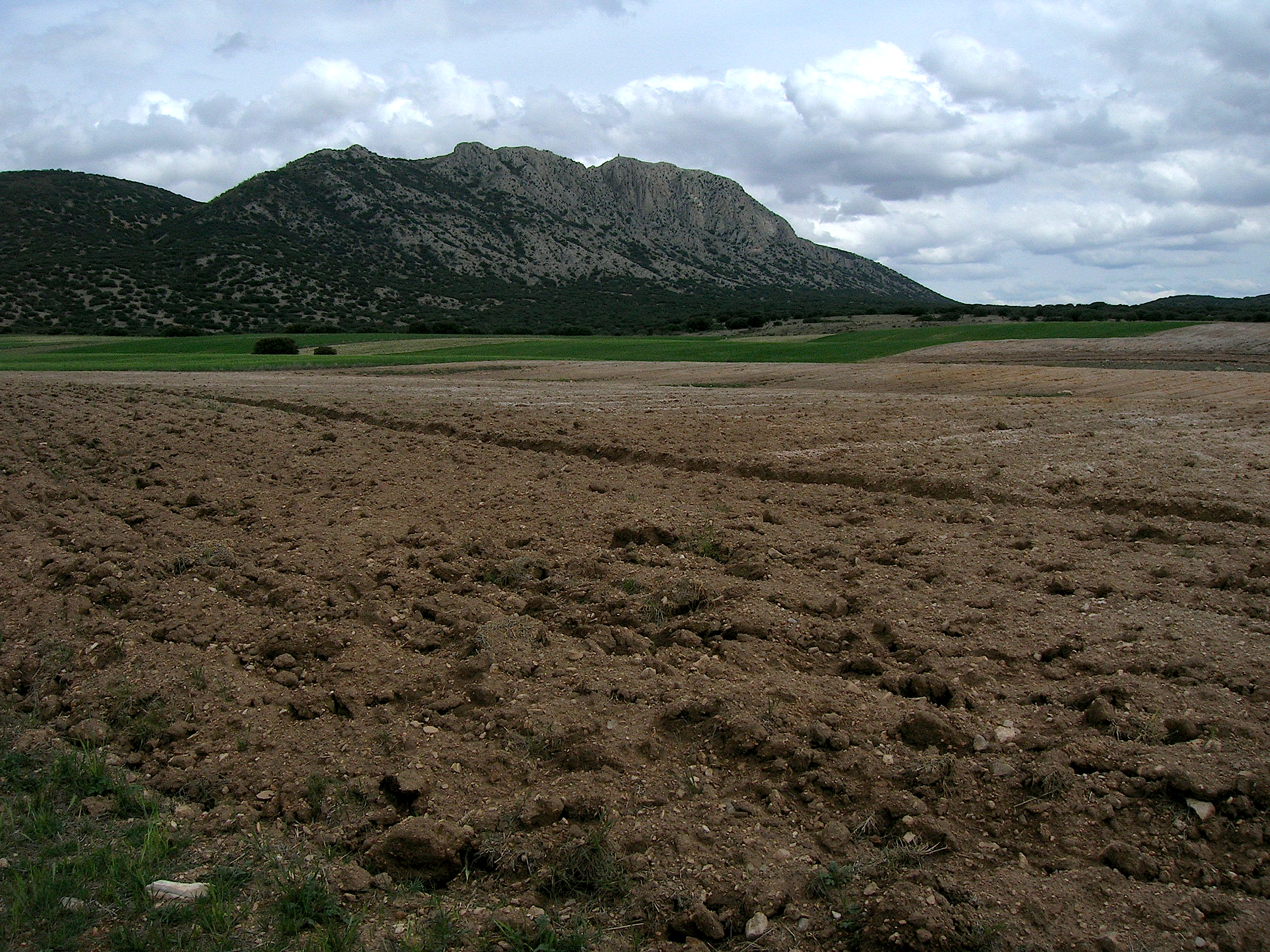
パロメーラ山地のパロメーラ峰

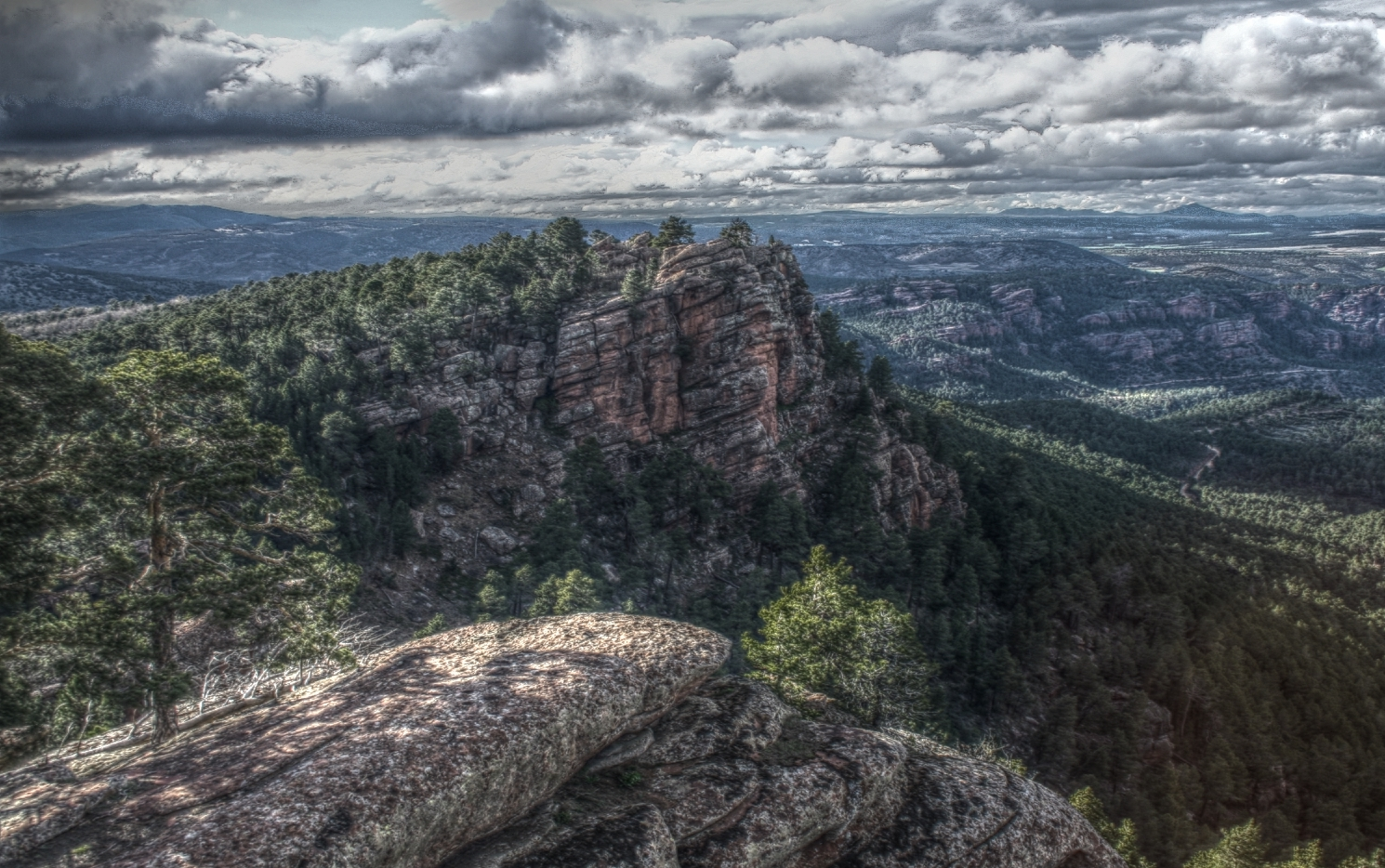
アルバラシン山地

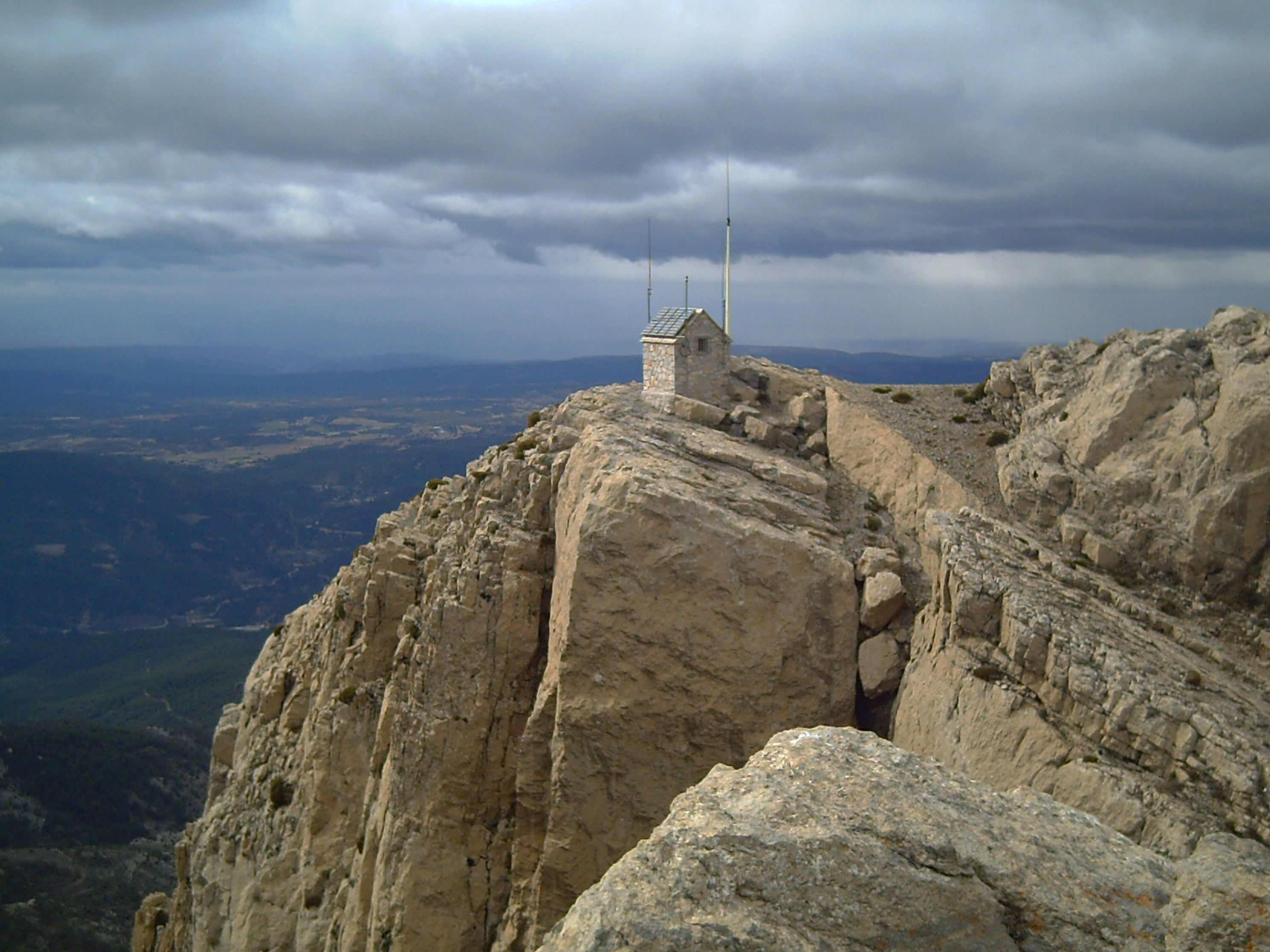
ペニャゴローサ峰

### 山脈
イベリコ山系は多くの山脈・山地・山塊の集合体である。
- 北部
  - デマンダ山地（英語版）
  - ネイラ山地（スペイン語版）
  - セボリェラ高地（スペイン語版）
  - ウルビオン峰（英語版）
  - アルカラマ山地（スペイン語版）
  - ペニャルモンテ山地（スペイン語版）
  - モンカルビーリョ山地（スペイン語版）
  - モンカヨ山塊
  - ナバ・アルタ山地（英語版）

- 西部 : 西部には小規模で乾燥した山地が集まっており、セントラル山系との遷移地帯に近い。
  - ペルディセス山地（スペイン語版）
  - ミニストラ山地（スペイン語版）
  - カルデレーロス山地（スペイン語版）
  - パルドス山地（スペイン語版）
  - ミニャーナ山地（スペイン語版）
  - ソロリオ山地（英語版）
  - セーラス山地（スペイン語版）
  - パラメーラス・デ・モリーナ（スペイン語版）

- 中央部 : 中央部はイベリコ山系の中心部に位置する。
  - ビルヘン山地（英語版）
  - ビコルト山地（英語版）
  - アルガイレン山地（英語版）
  - サンタ・クルス山地（英語版）
  - クカロン山地（英語版）
  - エレーラ山地（スペイン語版）
  - サン・フスト山地（英語版）
  - リドン山地（スペイン語版）
  - パロメーラ山地（スペイン語版）

- 南西部
  - クエンカ山地（スペイン語版）
  - メネーラ山地（英語版）
  - アルバラシン山地（英語版）
  - ピカサ山（スペイン語版）
  - ウニベルサーレス山（英語版）
  - ミラ山地（スペイン語版）

- 南東部
  - ハバランブレ山地（英語版）
  - トロ山地（英語版）
  - グダル山地（英語版）
  - マジャボーナ山地（英語版）
  - カマレーナ山地（スペイン語版）
  - ソリャビエントス山地（スペイン語版）
  - ラージョ山地（スペイン語版）
  - ピナ山地（スペイン語版）

- 東部 : 東部の東端は地中海に達している。
  - ペニャゴローサ山塊（英語版）
  - ラストラ山地（英語版）
  - カバーリョス山地（英語版）
  - ガローチャ山地（スペイン語版）
  - カニャーダ山地（スペイン語版）
  - カラスコーサ山地（英語版）
  - ポルツ・デ・モレーリャ（英語版）
  - クレウ山地（スペイン語版）
  - セグレス山地（スペイン語版）
  - ガルセラン山地（英語版）
  - エスパレゲーラ山地（英語版）
  - バリバーナ山地（英語版）
  - セリェール山地（英語版）
  - トゥルメイ山地（英語版）
  - エスパデーリャ山地（英語版）
  - モレス・デ・シェルト（英語版）
  - タラヘス・ダルカター（英語版）
  - バル・ダンジェル（英語版）
  - セルベラ山地（英語版）
  - サント・ペレ山地（英語版）
  - カルデローナ山地（英語版）
  - エスパダー山地（英語版）

- 北東部 : 北東部はカタルーニャ海岸山脈に接続している。
  - ポルツ・デ・トルトーサ＝ベセイト（英語版）
  - ベニファッサー山地（スペイン語版）

### ピーク
イベリコ山系には以下のようなピークがある。
- モンカヨ (2,313m)
- サン・ロレンソ山（スペイン語版） (2,262m)
- ウルビオン峰（英語版） (2,228m)
- ペーニャ・セボリェーラ（スペイン語版） (2,129m)
- ハバランブレ（英語版） (2,020m)
- ペニャロージャ（スペイン語版） (2,019m)
- カルデロン山（スペイン語版） (1,837m)
- カロ山（英語版） (1,441m)
- トッサル・ドレンガ（英語版） (1,144m)
- モンテゴルド（英語版） (837m)

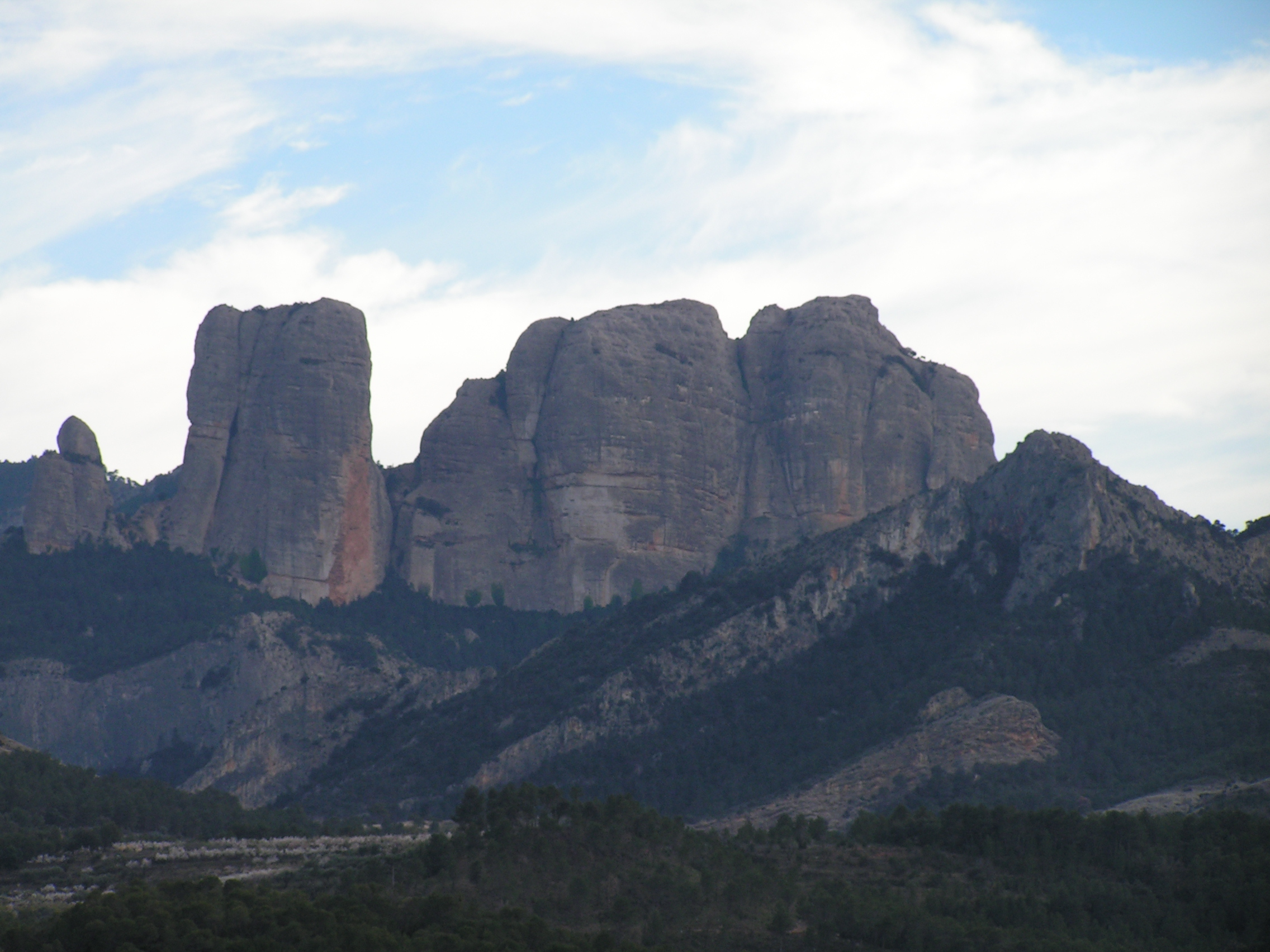
ロケス・デ・ベネット山塊
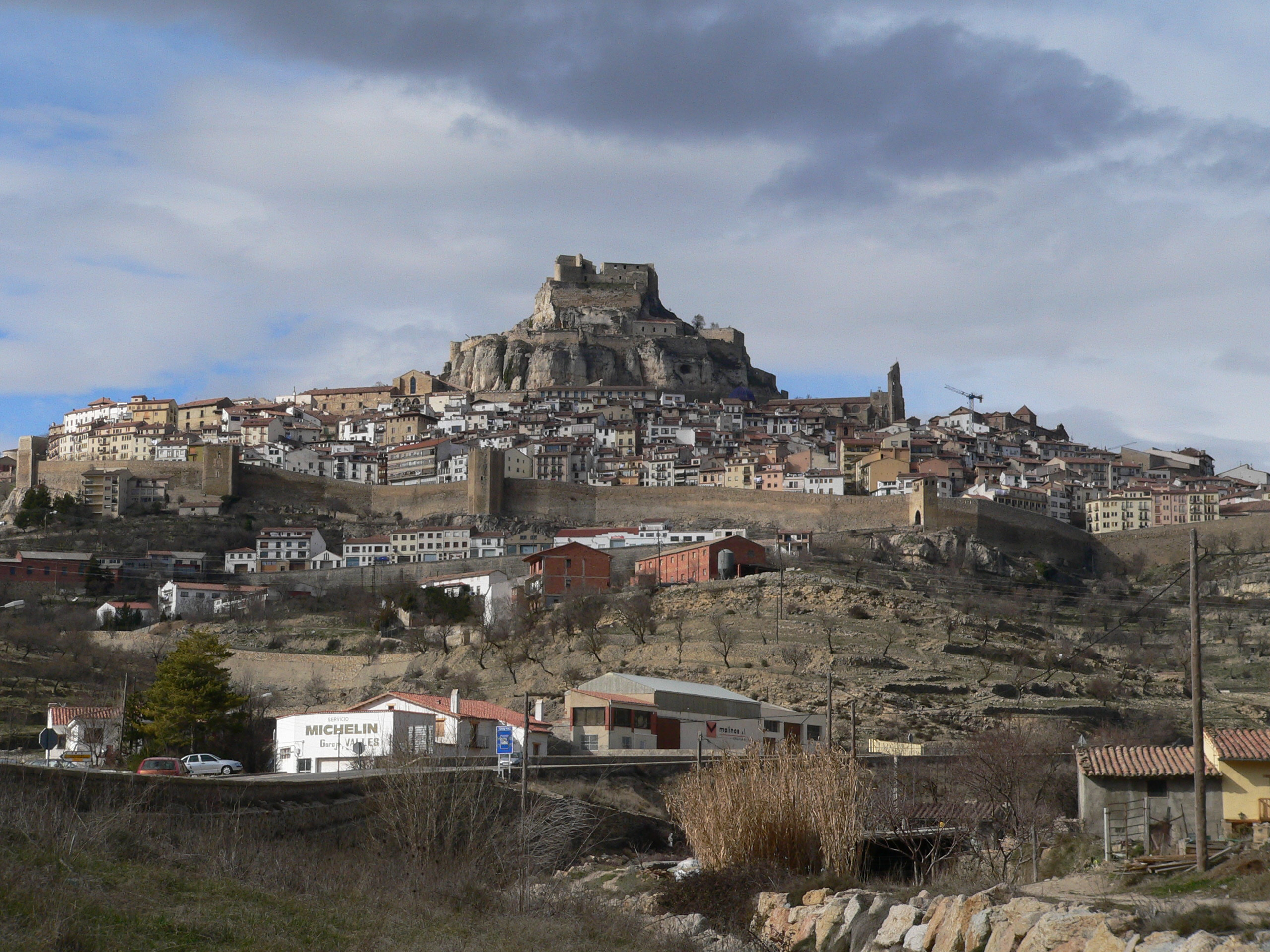
モレーリャ要塞
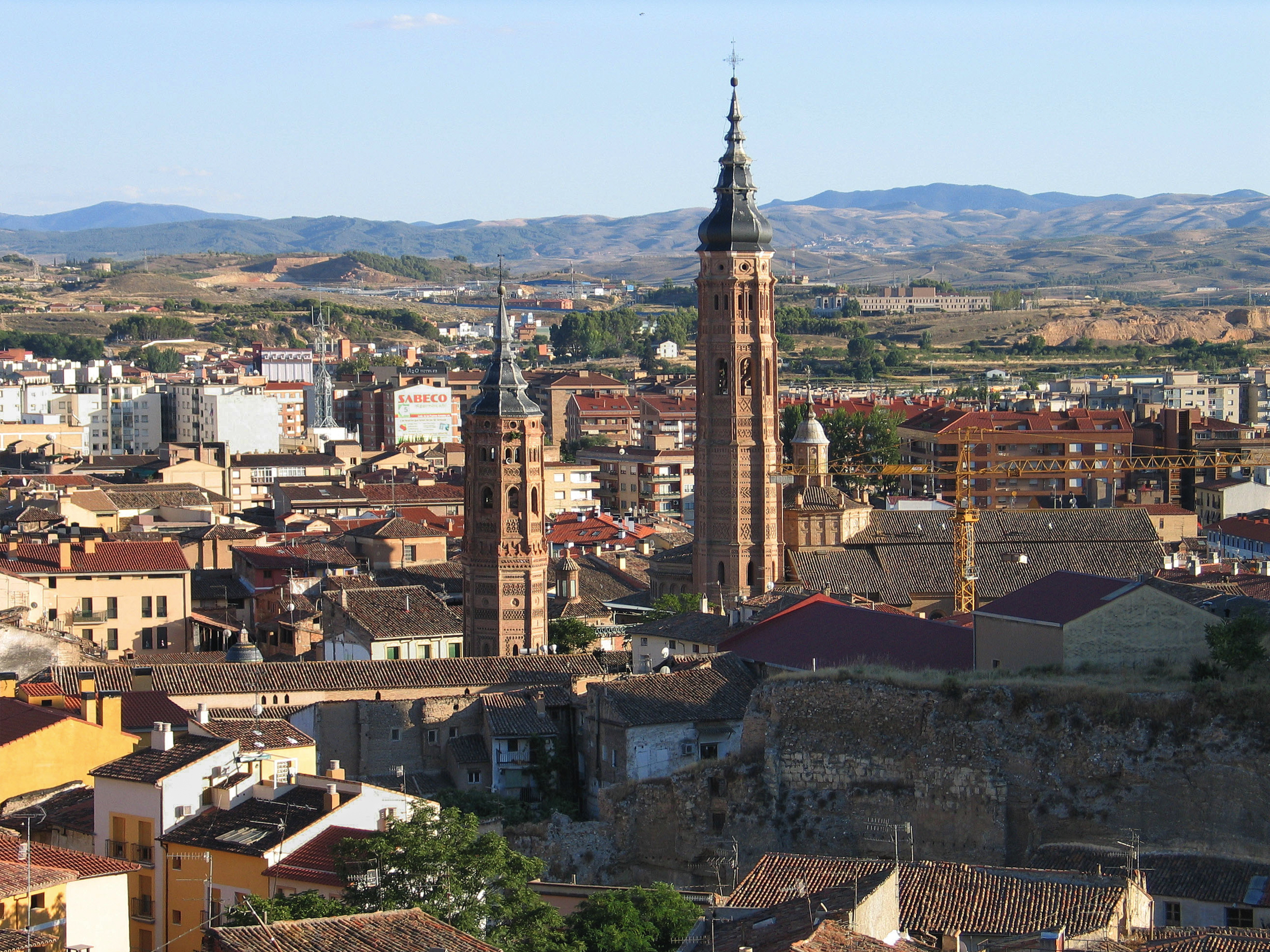
カラタユーの町とビコルト山地
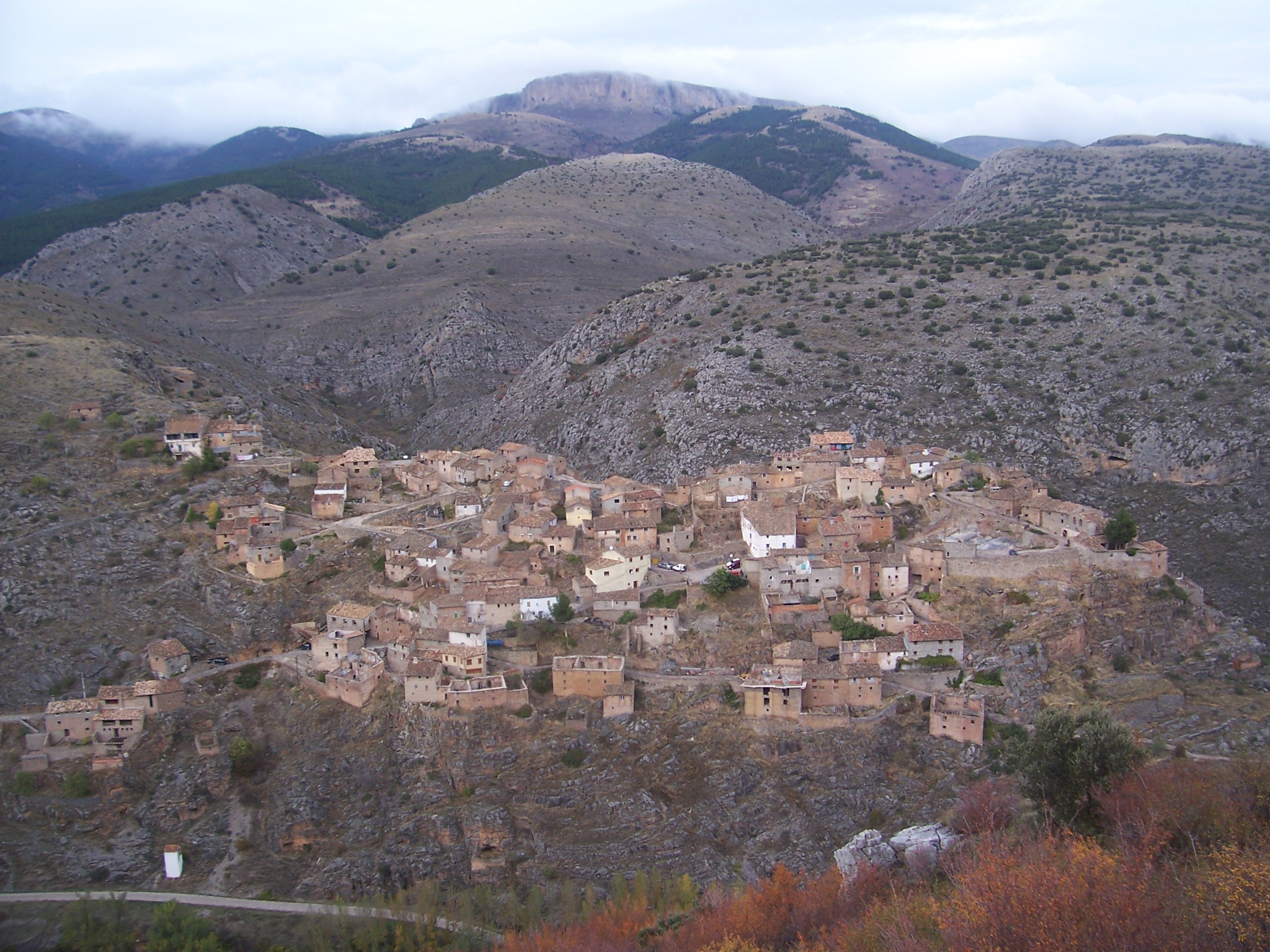
プルホーサの町
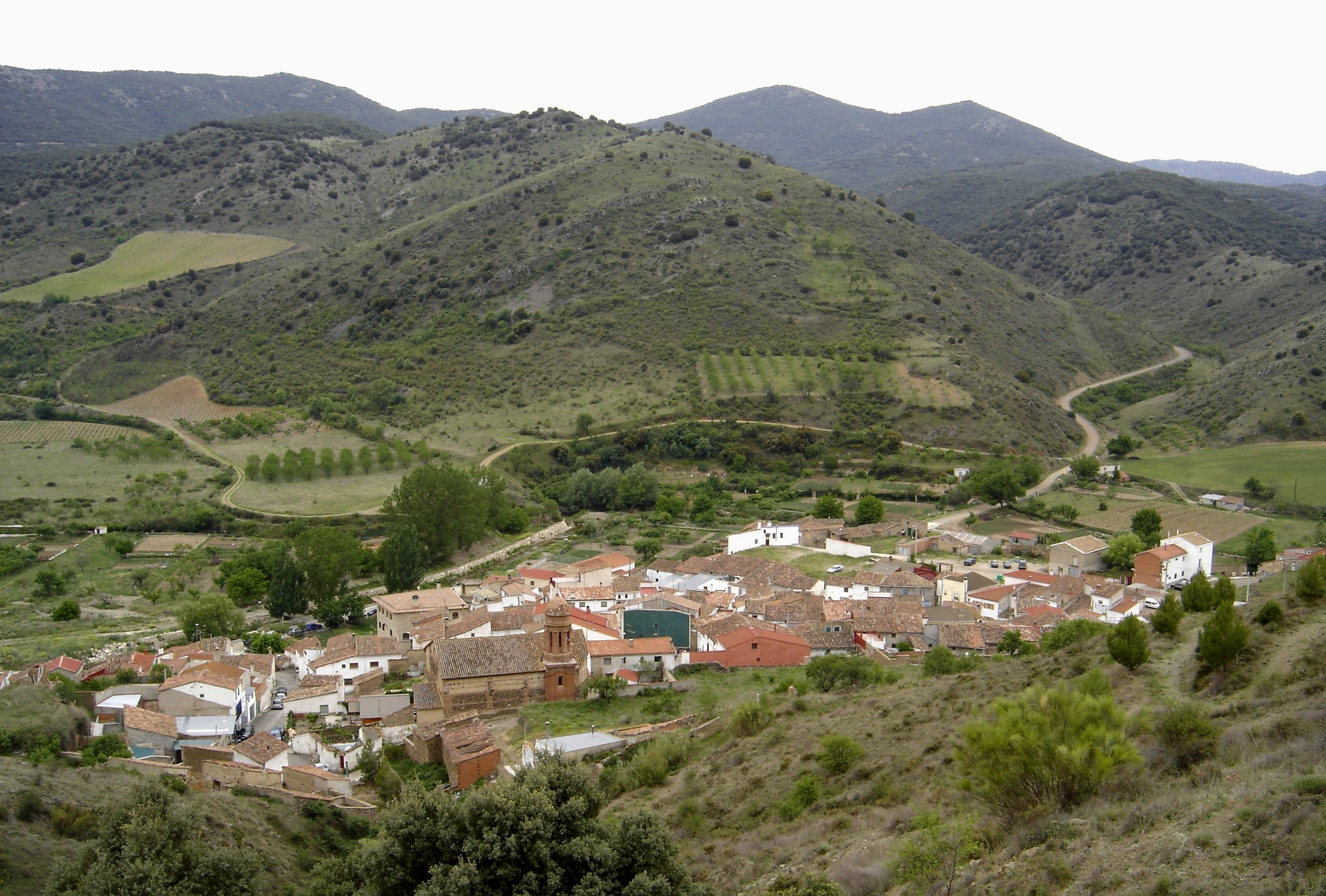
エレーラ山地山麓のビスタベリャ・デ・ウエルバの町
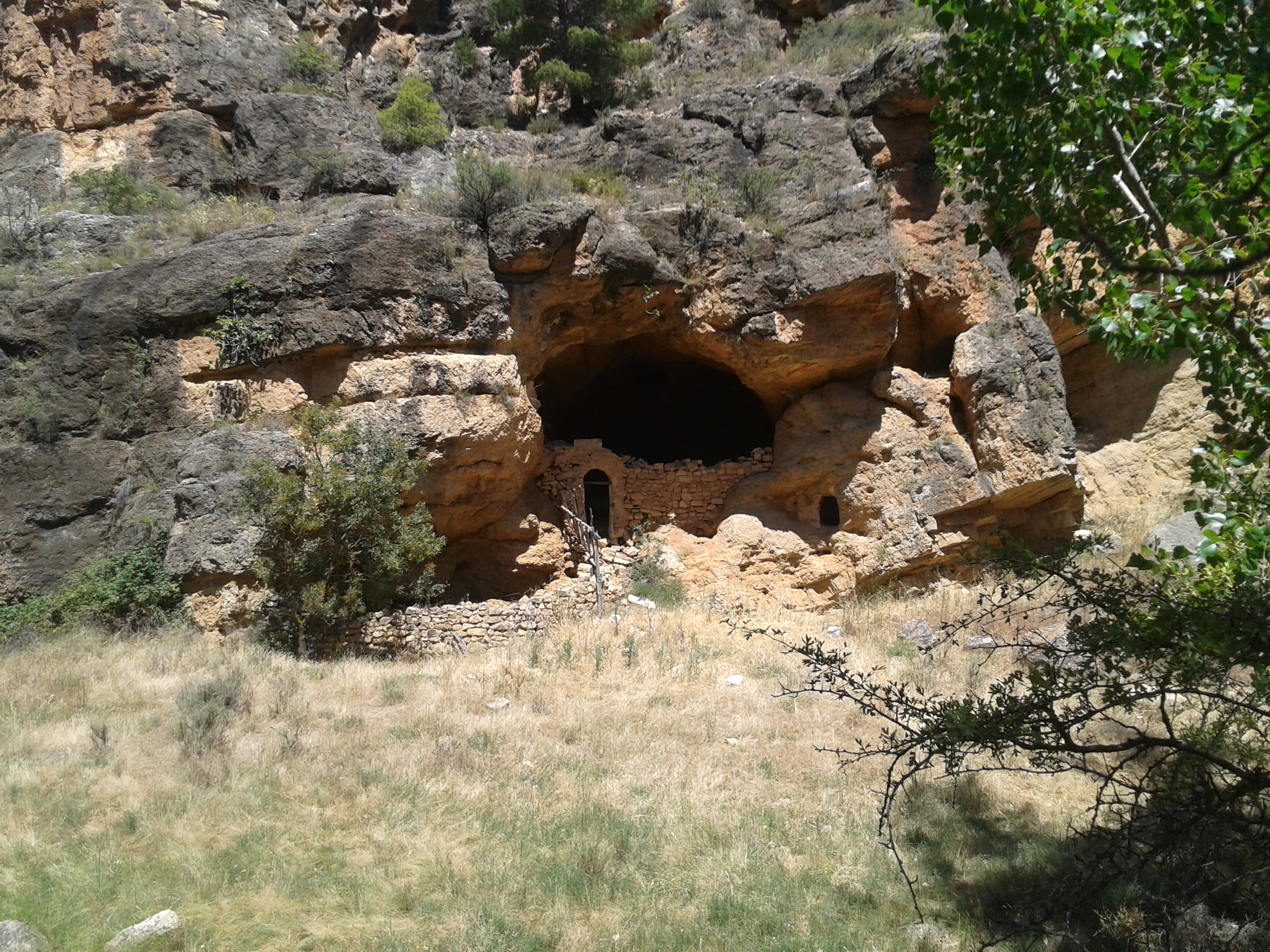
モナステリオ・デ・ピエドラ近くにあるパリデーラ洞窟
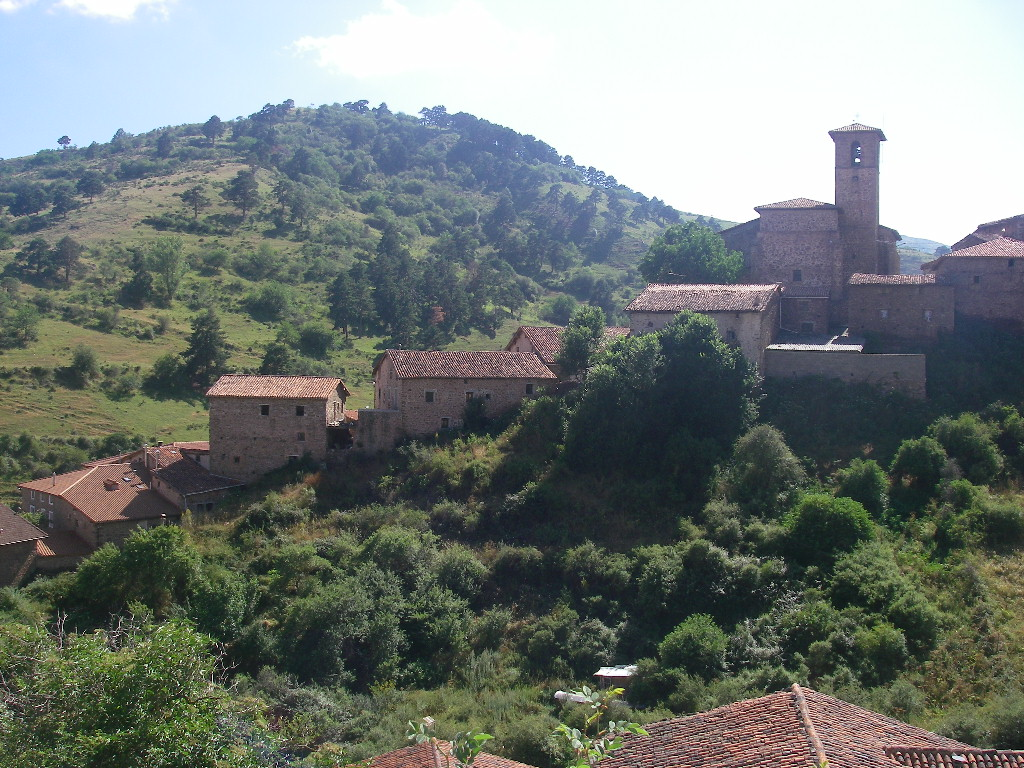
この地域北部の典型的な村であるモンテネグロ・デ・カメーロス（英語版）